# Радзики-Дуже
Радзики-Дуже (пол. Radziki Duże) — село в Польщі, у гміні Вомпельськ Рипінського повіту Куявсько-Поморського воєводства.
Населення — 663 особи (2011).
У 1975-1998 роках село належало до Торунського воєводства.

## Демографія
Демографічна структура станом на 31 березня 2011 року:
|          | Загалом | Допрацездатний вік | Працездатний вік | Постпрацездатний вік |
| -------- | ------- | ------------------ | ---------------- | -------------------- |
| Чоловіки | 326     | 72                 | 219              | 35                   |
| Жінки    | 337     | 59                 | 194              | 84                   |
| Разом    | 663     | 131                | 413              | 119                  |